# Drum național 13D
Der Drum național 13D (rumänisch für „Nationalstraße 13D“, kurz DN13D) ist eine kurze Hauptstraße in Rumänien.

## Verlauf
Die Straße zweigt in Sovata vom Drum național 13A ab und verläuft am Lacu Ursu vorbei bis in den Stadtteil Săcădat. Die Fortsetzung nach Eremitu ist nicht als Nationalstraße klassifiziert. Von Eremitu führt eine Verbindung über Beica de Jos nach Reghin (Sächsisch-Regen). Die Länge der Straße beträgt rund 8 Kilometer.